# Битва під Переяславом (1630)
Битва під Переяславом 15 травня 1630 (також відома як «Тарасова ніч») — переможний бій українського козацького війська з польською армією під командуванням коронного гетьмана Станіслава Конєцпольського біля Переяслава під час повстання 1630 року під проводом Тараса Федоровича.
На початку травня Тарас Федорович зосередив основні повстанські сили (близько 30 тис. чол.) у Переяславі. Польське коронне військо чисельністю понад 12 тис. чол., підійшовши до міста, розпочало запеклі бої, що тривали три тижні. Під час однієї з вилазок козаки повністю знищили так звану золоту роту, яка складалася з родовитих шляхтичів. Великого поширення набули партизанські дії покозаченого люду. 15 травня, коли поляки святкували Свято Тіла і Крові Христових, козаки таємно вислали частину піхоти вкруг польського стану та зненацька вдарили з обох боків. Після кількагодинного кровопролитного бою козацькі полки вщент розгромили польські підрозділи та захопили обоз. У битві загинуло кілька тисяч жовнірів. Тарас Шевченко оспівав цю перемогу козацької зброї у поемі «Тарасова ніч».